# Enola Holmes
Enola Holmes è un film del 2020 diretto da Harry Bradbeer.
La pellicola è l'adattamento cinematografico del primo romanzo, Il caso del marchese scomparso (The Case of the Missing Marquess), della serie The Enola Holmes Mysteries, scritta da Nancy Springer, con protagonista la sorella sedicenne di Mycroft e Sherlock Holmes.

## Trama
Nel luglio del 1900, nel giorno del suo sedicesimo compleanno, Enola scopre che sua madre è scomparsa e le ha lasciato solo alcuni regali. Una settimana dopo Enola incontra alla stazione ferroviaria i fratelli Mycroft e Sherlock, decisi a cercare la madre e prendersi cura della sorella, rimasta sola. I tre fratelli fanno ritorno a Ferndell Hall. Sherlock riconosce le qualità della sorella, inoltre non trovando prove di rapimento o di incidenti, capisce che la madre è sparita di sua iniziativa, mentre Mycroft (suo tutore legale) la trova invece indisciplinata e intende mandarla all'educandato gestito dalla severa Miss Harrison. Una notte Enola decifra gli indizi lasciati dalla madre, e preso del denaro, fugge travestendosi da ragazzo.
Sul treno, Enola incontra il giovane visconte Tewkesbury, marchese di Basilwether, che si sta nascondendo da Linthorn, un uomo che indossa una bombetta. Questi aggredisce il ragazzo, ma Enola colpisce l'uomo con un bastone, poi lei e Tewkesbury saltano giù dal treno e fuggono verso Londra. Durante il viaggio, Tewkesbury rivela che prima della sua fuga stava per prendere posto alla Camera dei lord, ma la sua famiglia voleva che si arruolasse e andasse all'estero come suo zio Whimbrel.
Giunti a Londra, i due si separano. Enola decide di fingersi una sofisticata signorina e, trovato un alloggio, inizia a lasciare messaggi criptici in piccoli annunci sui giornali affinché Eudoria li trovi. Enola prosegue le sue ricerche e trova un laboratorio dove la madre ha lasciato degli esplosivi. All'improvviso arriva Linthorn e cerca di farsi dire dov'è Tewkesbury e ucciderla, ma la ragazza combatte e scappa, decidendo di ritrovare Tewkesbury per salvarlo - dato che lui non è in grado di difendersi - invece di continuare nella ricerca di sua madre.
Enola si traveste da vedova con lo pseudonimo di May Beatrice Posy e incontra la famiglia di Tewkesbury alla dimora di Basilwether, dichiarando di essere l'assistente di Sherlock Holmes. Lì si trova anche l'ispettore Lestrade di Scotland Yard, caro amico di Sherlock, che smentisce subito le parole di Enola, dato che Sherlock lavora sempre da solo. Intanto quest'ultimo rintraccia Edith Grayston, l'ex insegnante di jujitsu di Enola e amica di Eudoria, dicendole che sua madre deve tornare a casa perché la figlia ha bisogno di lei. La donna risponde che entrambe sanno cavarsela da sole, critica il disinteresse di Sherlock verso la politica, da lui giudicata estremamente noiosa, ma poi ammette che forse Enola ha bisogno di lui. Nel frattempo, Lestrade rivela a Mycroft dell'incontro con sua sorella.
Enola passeggia e discute con la nonna di Tewkesbury, dalle idee conservatrici, in uno dei terreni di loro proprietà. L'anziana chiede a Enola di riferire al nipote, nel caso in cui lo trovasse prima di lei, che ella tiene moltissimo a lui. Trovato Tewkesbury, Enola gli rivela di credere che la sua famiglia lo voglia morto, così come vollero morto suo padre. Enola riesce a far scappare Tewkesbury prima di essere catturata da Lestrade e Mycroft, il quale in qualità di suo tutore legale la obbliga a frequentare l'educandato di Miss Harrison. Sherlock si reca a trovarla, ammette di essere favorevolmente impressionato dalla sua investigazione sul caso di Tewkesbury e che, come la loro madre, l'ha sempre trovata straordinaria.
Tewkesbury si intrufola nell'educandato nascondendosi in un cesto di vimini, poi scappa insieme a Enola rubando un auto , invece di tornare a Londra, Enola decide di andare a Basilwether per affrontare lo zio di Tewkesbury, avendo dedotto che sia lui il mandante dei tentati omicidi ai danni del nipote. La casa è apparentemente deserta; a sorpresa Linthorn li aggredisce, ma Linthorn cade, sbatte la testa su un mobile e muore, non prima di aver detto che lavora «per l'Inghilterra». Appare la nonna di Tewkesbury, e diventa chiaro che in realtà era lei a volere morto il nipote. L'anziana spiega che suo figlio, come suo nipote, aveva visioni progressiste che lei vede come una minaccia per il Paese. Ciò l'ha portata a far uccidere suo figlio e a tentare lo stesso con il nipote per impedire il suo ingresso nella Camera dei lord: il voto del giovane Tewksbury è quello decisivo a favore delle riforme che alla fine porteranno al suffragio universale. L'anziana spara al nipote, che tuttavia si era precedentemente preparato con un pezzo di armatura, sopravvivendo.
A Scotland Yard, Sherlock spiega a Lestrade che se il giovane Tewkesbury fosse morto, suo zio ne avrebbe preso il posto e si sarebbe opposto alla riforma e all'estensione del diritto di voto. Non è stato lo zio del ragazzo a uccidere il proprio fratello, perché al tempo della sua morte lui era impegnato nella seconda guerra anglo-afghana. Sherlock è sorpreso ma divertito che sua sorella abbia risolto il caso prima di lui.
Manca un'ora alla votazione. La madre e lo zio di Tewkesbury si congratulano con lui, così come Enola, con la quale si scambia la promessa di rivedersi. Mentre Sherlock e Mycroft aspettano la sorella alla Royal Academy (Sherlock aveva lasciato un messaggio su un giornale pensando che la sorella lo credesse inviato dalla madre), il primo esprime al fratello maggiore il desiderio di diventarne il tutore legale al suo posto. Mycroft acconsente, affermando di voler "lavarsene le mani" di Enola d'ora in avanti. Non vedendola arrivare se ne vanno (non si sono accorti che Enola si è travestita da strillone), anche se Sherlock vede appoggiata su un monumento una pigna decorata come un riccio, un giocattolo costruito da Enola quando era bambina e sembra riconoscerla, ma se ne va senza dire nulla.
Enola ritorna al suo alloggio, dove inaspettatamente trova sua madre. Eudoria le spiega che non ha potuto dirle dove andava perché era pericoloso, che se n'era andata perché non poteva sopportare che quel mondo fosse il suo futuro, ed esprime contentezza per ciò che è diventata. Enola capisce che sua madre desiderava che trovasse la sua libertà, il suo futuro, il suo scopo: è una detective, decifra i messaggi ed è una salvatrice di anime perdute.

## Promozione
Il primo teaser trailer del film è stato diffuso il 17 agosto 2020 da Henry Cavill attraverso il suo profilo Instagram.

## Distribuzione
Il film, inizialmente programmato nelle sale cinematografiche statunitensi e rinviato a causa della pandemia di COVID-19, è stato distribuito sulla piattaforma Netflix a partire dal 23 settembre 2020.

## Accoglienza
Il film è stato visto da 76 milioni di account nelle prime quattro settimane di programmazione sulla piattaforma Netflix, risultando poi il secondo film più visto del 2020 sulla piattaforma ed il settimo più visto di sempre.

### Critica
Sull'aggregatore Rotten Tomatoes il film riceve il 91% delle recensioni professionali positive con un voto medio di 7,1 su 10 basato su 203 critiche; il consenso generale della critica recita: «Enola Holmes porta una ventata di aria fresca a Baker Street, e lascia molto spazio a Millie Bobby Brown per apporre il suo timbro effervescente su un franchise in sviluppo». Su Metacritic ottiene un punteggio di 66 su 100 basato su 30 critiche, indicando «recensioni generalmente favorevoli».
Peter Debruge di Variety ha definito il film un «divertente inizio di franchise» e ha elogiato la performance della Brown, affermando che «il suo stile di recitazione ricorda la spontaneità espansiva che Keira Knightley ha portato in Orgoglio e pregiudizio, infrangendo la rigida fedeltà di tanti adattamenti di Jane Austen prima di esso». Debruge ha trovato il film «più gustoso nella sua narrazione ad alta energia rispetto ai recenti film su Sherlock Holmes di Guy Ritchie, e notevolmente più divertente del reboot di Nancy Drew».

### Primati
Il film è risultato essere il settimo tra i più cercati su Google nel corso del 2020. A fine 2021 risulta essere il decimo film più visto dell'anno.

## Riconoscimenti
- 2021 - Nickelodeon Kids' Choice Awards[12]
  - Attrice preferita dal pubblico a Millie Bobby Brown
- 2021 - London Critics Circle Film Awards[13]
  - Candidatura per il giovane performer britannico/irlandese dell'anno a Millie Bobby Brown
- 2021 - Saturn Award[14]
  - Miglior presentazione in streaming
- 2021 - Washington D.C. Area Film Critics Association[15]
  - Candidatura per la miglior giovane performance a Millie Bobby Brown

## Sequel
Il giorno dopo la distribuzione del film, Millie Bobby Brown e il regista Harry Bradbeer hanno dichiarato di essere pronti per un sequel, ma solo dopo la conferma del successo del primo capitolo.
Nel maggio 2021 il sequel viene ufficializzato; Millie Bobby Brown e Henry Cavill riprenderanno i loro ruoli, così come Harry Bradbeer e Jack Thorne torneranno rispettivamente come regista e sceneggiatore. Nel settembre 2021 Millie Bobby Brown conferma il ritorno nel cast anche di Louis Partridge.

## Casi legali
La Conan Doyle Estate, che detiene i diritti delle opere dell'autore, ha intentato causa a Netflix, accusando la piattaforma di raffigurare Sherlock Holmes come un personaggio che prova emozioni, cosa che accade solo nelle opere del periodo tra il 1923 ed il 1927, coperte ancora da copyright e non di pubblico dominio come le restanti. Nel dicembre 2020 la causa viene archiviata.